# モンテ・カッシーノ
座標: 北緯41度29分24秒 東経13度48分50秒 / 北緯41.49000度 東経13.81389度

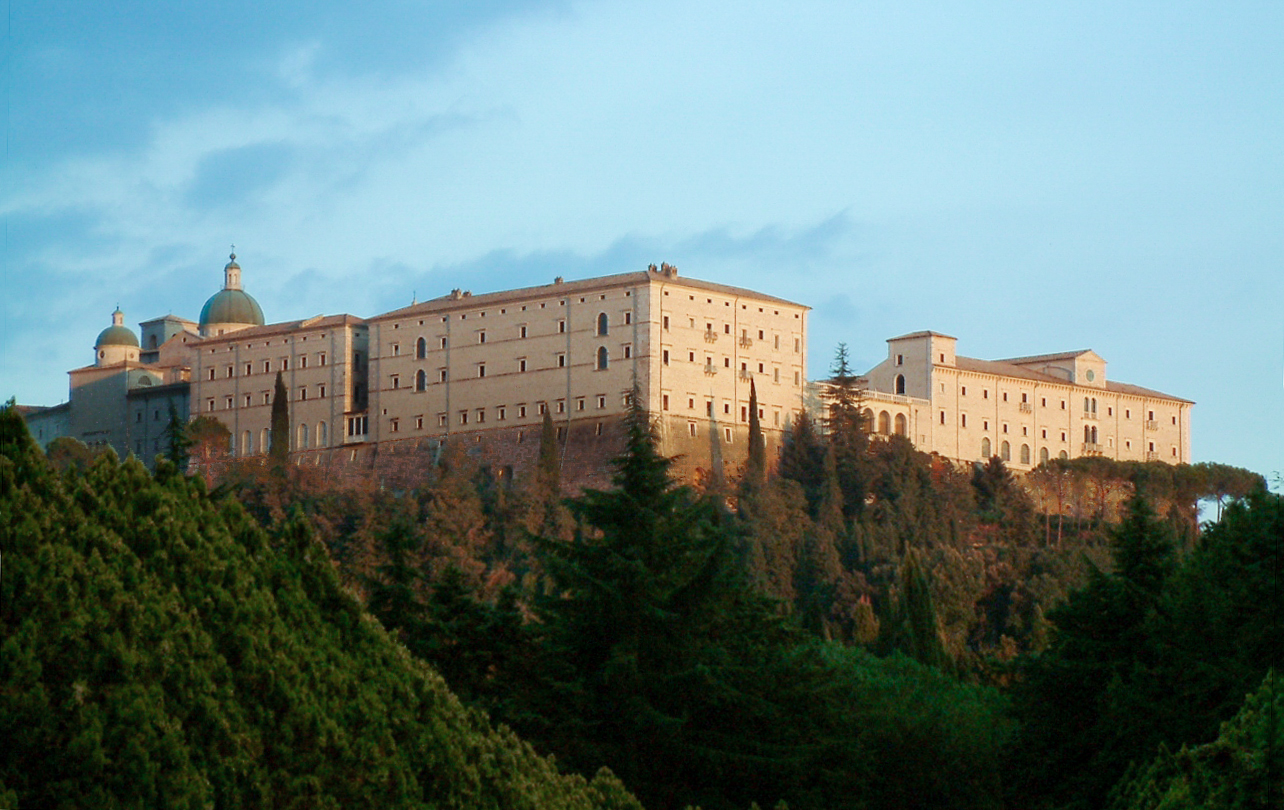
モンテ・カッシーノと修道院

モンテ・カッシーノ（Monte Cassino）は、イタリア共和国ラツィオ州フロジノーネ県カッシーノ市郊外に位置する標高519mの岩山。ヌルシアのベネディクトゥスが同地に初めてベネディクト会の修道院を築いたこと（529年ごろ）で有名。同修道院は古代から中世を通じてヨーロッパの学芸の中心という重責を担っていたが、戦乱の中でたびたび破壊された。

## 地理
ローマの南東130キロに位置する。
もともとはローマ人の築いたカッシヌムという町が岩山の上にあったとされる。現在のカッシーノの町はさらに1.5キロほど東にある。

## 歴史
古代のキリスト教関連施設ではよくあることだが、モンテ･カッシーノに築かれた修道院も異教の神殿の上に建てられた。もともとはそこにはカッシーノの町の城壁に隣接していたアポロ神殿があったが、ゴート族の侵入によって荒らされていた。ベネディクトゥスは同地にやってくると、アポロの像を打ち倒し、異教の神殿を破壊した。彼は同地を洗礼者ヨハネに捧げ、修道院を築いてそこへ定住した。ベネディクトゥスとその同志たちは定住の誓いをたてることを特徴としたように、同地へ生涯にわたって定住した。そこで有名なベネディクトゥスの戒律が執筆され、西方修道制の起源となった。東ゴート族のトーティラは543年にベネディクトゥスを訪問している（ベネディクトゥスの生涯で年代が確定している出来事はこれだけである）。
モンテ・カッシーノで始まった修道士たちによる新しい共同生活、つまり祈りと労働を重視するスタイルは西方の修道制のひな型となり、多くの修道院を生み出していった。モンテ･カッシーノの不幸は、同地が戦略上の要地に位置していたことであった。このため、たびたび戦災をこうむることになる。
584年にはランゴバルド人によって修道院が破壊されると、修道士たちはローマへの退避をよぎなくされた。彼らがモンテ・カッシーノに戻ることができたのは、それから百年近く後のことになる。この間、創立者ベネディクトゥスの遺骸は、フランスのオルレアンに近いサン・ベノア・スル・ロワールに安置されていた。718年にモンテ・カッシーノの修道院が再建されると、同地には再び優れた修道士たちが結集するようになり、名声を誇った。修道士の中にはカール・マルテルの子カールマン、アストルフ大公大ロンバルドの兄弟ラーキス、さらにロンバルドの年代記作成者であった助祭パウルスなどがいた。883年にはサラセン人によって破壊され、焼き尽くされた。
再建されたモンテ・カッシーノ修道院は11世紀になると、有名なデジデリウス院長（後の教皇ウィクトル3世）やオデリウス院長のもとで再び活気を取り戻す。修道士の数も200人を数え、数々の優れた写本が作成された。修道院全体もかつてない規模に増築され、技術者としてアマルフィやロンバルディアのみならず遠くコンスタンティノポリスからも職人が集まったといわれている。この大修道院は1071年に教皇アレクサンデル2世を招いて奉献されたが、この増築事業はオスティアのレオの記した『年代記』にくわしい。
1349年の地震の被害をものともせずに修道院は再建されたが、修道院自体はかつての活気を失っていった。1321年に教皇ヨハネ22世がモンテ・カッシーノを司教座聖堂としたことで、教区制度による干渉を免れえなくなってしまった。
1799年にはイタリアに侵攻したナポレオン・ボナパルトによって破壊され、1866年にはイタリアで政府によって修道院制度が廃止されたことでモンテ･カッシーノは国有財産となった。
第二次世界大戦末期にはドイツ軍防衛線であるグスタフ・ラインの重要拠点となったことから、1944年の1月から5月までモンテ・カッシーノの戦いが行われた。2月15日には連合軍の空爆によって修道院一帯が完全に破壊されたが、実際にはドイツ軍は修道院を占領しておらず、この破壊行為は「連合国の愚行」としてドイツ側の宣伝に利用された。廃墟となった修道院をドイツ軍部隊が要塞化したため、連合軍はこの廃墟を占領するために多大な損害をこうむった。この戦いには日系人で編成されたアメリカ軍の第100歩兵大隊が投入され、多大な犠牲を払いながらも激闘を繰り返し、賞賛を受けた。また第2ポーランド軍団がカッシーノの占領に大きな役割を果たし、同様に多大な犠牲を払いながらモンテ・カッシーノを占領した。彼らの軍人墓地はこの近くにある。
戦後、修道院全体が国家の援助によって17世紀の様式に復元され、教皇パウロ6世が出席して1964年に献堂式がおこなわれた。モンテ・カッシーノ修道院には古代以来、脈々と書きつがれてきた数多くの貴重な写本（キケロやセネカなどの書物も含む）や資料、芸術品が残されていたが、モンテ・カッシーノの戦いの前にドイツ占領軍の手によって、安全を考慮して多くがバチカンへ移送されていたのは、建物が完全に失われた中で不幸中の幸いであった。またその際に修道院の建築図面も保全されており、早期の復元に役立てられた。